# ما پنج نفر (فیلم)
«ما پنج نفر» (انگلیسی: Hum Paanch) فیلمی هندی است که در سال ۱۹۸۰ منتشر شد. از بازیگران آن می‌توان به سانجیو کومار، شبانه اعظمی، میتون چاکرابورتی، نصیرالدین شاه و آمریش پاری اشاره کرد.